# Rivalités (Angel)
Pour le film américain, voir Rivalités.
Rivalités est le 14e épisode de la saison 3 de la série télévisée Angel.

## Synopsis
Groosalugg explique à Cordelia comment une révolution lui a fait perdre son statut de dirigeant de Pylea. Cordelia est heureuse de son retour mais a peur de perdre son pouvoir de voyance si elle fait l'amour avec lui. Angel se montre quant à lui jaloux de la présence de Groosalug. Après une vision de Cordelia, Wesley Wyndam-Pryce charge Angel et Groosalugg de traquer ensemble un démon dans les égouts. Ils le poursuivent mais le démon s'enfuit à l'extérieur et Groosalug le combat et le tue, alors qu'Angel est obligé de rester en retrait pour ne pas s'exposer au soleil. Plus tard, Fred et Gunn suivent un jeune homme pour une affaire de l'agence mais ils s'embrassent et manquent ainsi le moment où il disparaît alors qu'il attend sous un arbre. 
Pendant ce temps, Cordelia a envoyé Angel et Groosalugg dans un bordel à démons afin de récupérer une potion qui lui permettra de faire l'amour avec Groosalugg sans perdre son pouvoir. Là-bas, Angel reçoit un appel de Fred et Gunn, qui se sont fait entraîner sous la terre par les racines de l'arbre. Ils vont à leur secours mais Groosalugg est rapidement blessé par l'arbre qui commence à aspirer sa force vitale. Angel suggère qu'il est encore plus fort et, quand l'arbre s'en prend à lui, il s'affaiblit car Angel est un mort-vivant. Fred et Gunn sont libérés et Gunn achève l'arbre à coups de hache. Plus tard, Angel donne de l'argent à Cordelia pour qu'elle s'offre des vacances avec Groosalugg. Wesley travaille à la traduction de la prophétie concernant Connor et découvre que « le père tuera le fils ».

## Statut particulier
Noel Murray, du site The A.V. Club, évoque un épisode qui met à l'épreuve les personnages d'Angel et Wesley, qui doivent endurer leurs désillusions amoureuses lors de scènes tour à tour pleines « d'humour et de compassion », et qui se termine par un « rebondissement douloureux ». Pour Ryan Bovay, du site Critically Touched, qui lui donne la note de C+, l'épisode est d'un niveau « correct » car il comporte des scènes amusantes, notamment celle de la visite dans le bordel à démons, et un développement des personnages « digne d'intérêt », mais il est quelque peu gâché par le comportement d'Angel vraiment « trop immature » à la lumière de ses expériences passées.

## Distribution

### Acteurs crédités au générique
- David Boreanaz : Angel
- Charisma Carpenter : Cordelia Chase
- Alexis Denisof : Wesley Wyndam-Pryce
- J. August Richards : Charles Gunn
- Amy Acker : Winifred « Fred » Burkle

### Acteurs crédités en début d'épisode
- Andy Hallett : Lorne
- Mark Lutz : Groosalugg